# Anthony Zambrano
Anthony José Zambrano de la Cruz (Maicao, 17 januari 1998) is een Colombiaans sprinter. Hij nam tweemaal deel aan de Olympische Spelen en behaalde hierbij één zilveren medaille. Op de wereldkampioenschappen veroverde hij in 2019 de zilveren medaille.

## Biografie
In 2016 nam Zambrano een eerste keer deel aan de Olympische Spelen. Samen met Diego Palomeque, Carlos Lemos en Jhon Perlaza werd Zambrano uitgeschakeld in de reeksen van de 4 x 100 meter. Zambrano brak op het internationale toneel echt door in 2019 dankzij winst op de  Zuid-Amerikaanse kampioenschappen en de Pan-Amerikaanse Spelen op zowel de individuele 400 meter als het estafettenummer. Op het WK van datzelfde jaar behaalde Zambrano in een nieuw record ook de zilveren medaille op de 400 meter, waarbij hij enkel Steven Gardiner voor zich moest laten. Samen met Jhon Perlaza, Diego Palomeque en Jhon Solís strandde Zambrano op de 4 x 400 meter net naast de medailles. 
In 2021 nam Zambrano deel aan de uitgestelde Olympische Spelen van 2020 in Tokio. Op de 400 m liep Zambrano naar zilver, opnieuw achter Steven Gardiner.

## Titels
- Zuid-Amerikaans kampioen 400 m - 2019
- Zuid-Amerikaans kampioen 4 x 400 m - 2019
- Winnaar Panamerikaanse spelen 400 m - 2019
- Winnaar Panamerikaanse spelen 4 x 400 m - 2019

## Persoonlijke records
Outdoor
| Afstand | Prestatie | Datum            | Plaats    |
| ------- | --------- | ---------------- | --------- |
| 200 m   | 20,61 s   | 30 november 2019 | Cartagena |
| 400 m   | 43,93 s   | 2 augustus 2021  | Tokio     |

## Palmares

### 400 m
- 2016: 6e WK U20 - 46,50 s
- 2019:  Zuid-Amerikaanse kampioenschappen - 45,53 s
- 2019:  Pan-Amerikaanse Spelen - 44,83 s
- 2019:  WK - 44,15 s
- 2021:  OS - 44,08 s

Diamond League-podiumplaatsen
- 2021:  Doha Diamond League - 44,57 s
- 2021:  Golden Gala - 44,76 s

### 4 x 400 m
- 2016: 6e in de reeksen OS - 3.01,84
- 2019:  Zuid-Amerikaanse kampioenschappen - 3.04,04
- 2019:  Pan-Amerikaanse Spelen - 3.01,41
- 2019: 4e WK - 2.59,50
- 2021: 6e World Athletics Relays - 3.05,91

### 4 x 400 m gemengd
- 2021: 3e in de reeksen World Athletics Relays - 3.17,61